# 별처럼 빛나는 너에게
《별처럼 빛나는 너에게》(一闪一闪亮星星)는 2022년 방송되었던 중국의 드라마이다.

## 줄거리
- 서른을 앞둔 린베이싱은 8년을 사귀고 결혼까지 약속한 남자친구 잔위에게 파혼당한다. 슬픔에 빠진 린베이싱은 어릴적 쓰던 휴대폰을 찾게 되고,그 안에 있던 문자 메시지를 삭제하면서 갑자기 10년 전, 열여덟살의 수능 전날로 돌아간다.잔위를 다시 만나지 않고 새 인생을 살아보기로 한 린베이싱은 당해 수능 답안을 모두 외워 전교 1등을 꿈꾸며 과거로 돌아가지만,과거로 돌아갈 때마다 자꾸 마주치는 장완선 때문에 계획은 자꾸 틀어지고 두 사람은 하나 둘 추억이 쌓이며 가까워지는데..

## 등장 인물
- 장자닝 - 린베이싱 역
- 취추샤오 - 장완선 역
- 우시쩌 - 잔위 역
- 푸징 (傅菁) - 가오거 역
- 장윈린 (孙天宇) - 마이쯔 역
- 낙명할 (Jack Lok) - 양차오양 역
- 서자인 (徐紫茵) - 한텅텅 역